# Enyaliopsis guilielmi
Enyaliopsis guilielmi is een rechtvleugelig insect uit de familie sabelsprinkhanen (Tettigoniidae). De wetenschappelijke naam van deze soort is voor het eerst geldig gepubliceerd in 1926 door Sjöstedt.